# Лосинець
Лоси́нець — село в Україні, у Самбірському районі Львівської області. Входить до Завадівського старостинського округу. Орган місцевого самоврядування — Турківська міська рада. Населення станом на 1 січня 2024 р. становить 735 осіб. 

## Релігійні споруди
Дерев'яна Дзвіниця церкви святого Димитрія споруджена 1725 року. Вона входить до реєстру пам'яток архітектури національного значення. Триярусна, квадратна в плані, дзвіниця має напис на порталі, що збудував її майстер Стас Яворський 1725 року. Перший ярус у споруди зрубний і кріплений бойківським замком, а другий і третій — стовпової будови. Вкрита дзвіниця пірамідальним наметовим дахом й увінчана ліхтарем з маківкою і хрестом.
Церква Дмитрія Солунського належить до ПЦУ.

## Відомі люди

### Народились
- Ільницький Іван Григорович — академік АНВО України, доктор медичних наук (1989), професор (1991);
- Вишотравка Петруня Пилипівна — ланкова колгоспу, голова виконкому Ільницької сільської ради Турківського району Дрогобицької області. Депутат Дрогобицької обласної ради. Депутат Верховної Ради УРСР 3-го скликання.